# Austrian Football Division 3 2013
La Austrian Football Division 3 2013 è stata la 3ª edizione del campionato di football americano di quarto livello, organizzato dalla AFBÖ.

## Squadre partecipanti
| Club                  | Città               | Stadio | Sponsor ufficiale | Risultato nella stagione 2012 |
| --------------------- | ------------------- | ------ | ----------------- | ----------------------------- |
| AFC Rangers Mödling 2 | Mödling             |        |                   |                               |
| Carnuntum Legionaries | Bruck an der Leitha |        |                   |                               |
| Danube Dragons 2      | Vienna              |        |                   |                               |
| Fürstenfeld Raptors   | Fürstenfeld         |        | Atlas             |                               |
| Gmunden Rams          | Gmunden             |        |                   |                               |
| Graz Giants 2         | Graz                |        | JCL               |                               |
| Pinzgau Devils        | Piesendorf          |        |                   |                               |
| Styrian Hurricanes    | Stallhofen          |        | Peicher - US cars |                               |
| Telfs Patriots        | Telfs               |        |                   |                               |
| Vienna Knights 2      | Vienna              |        |                   |                               |
| Vienna Warlords       | Vienna              |        |                   |                               |
| Weinviertel Spartans  | Mistelbach          |        |                   |                               |

## Stagione regolare

### Calendario

#### 1ª giornata
| 20 aprile 2013, ore 11:00 | Vienna Knights 2 | 26 – 10 (6-3 0-7 6-0 14-0) | Carnuntum Legionaries |  |

| 20 aprile 2013, ore 15:30 | Fürstenfeld Raptors | 42 – 0 | Pinzgau Devils |  |

| 20 aprile 2013, ore 19:00 | Danube Dragons 2 | 7 – 21 (7-7 0-14 0-0 0-0) | Vienna Warlords |  |

| 21 aprile 2013, ore 14:00 | Gmunden Rams | 31 – 7 | Telfs Patriots |  |

| 21 aprile 2013, ore 15:00 | Styrian Hurricanes | 10 – 30 | Graz Giants 2 |  |

| 21 aprile 2013, ore 15:00 | Weinviertel Spartans | 7 – 44 | AFC Rangers Mödling 2 |  |

#### 2ª giornata
| 27 aprile 2013, ore 13:00 | Carnuntum Legionaries | 32 – 14 (9-0 6-8 0-6 17-0) | Weinviertel Spartans |  |

| 28 aprile 2013, ore 14:00 | Vienna Warlords | 9 – 6 (6-0 3-0 0-0 0-6) | Vienna Knights 2 |  |

| 28 aprile 2013, ore 14:00 | Graz Giants 2 | 21 – 49 (0-14 14-7 7-14 0-14) | Fürstenfeld Raptors |  |

| 28 aprile 2013, ore 15:00 | Pinzgau Devils | 23 – 18 (0-0 8-3 8-6 7-9) | Gmunden Rams |  |

| 28 aprile 2013, ore 15:00 | Telfs Patriots | 8 – 7 (2-7 0-0 0-0 6-0) | Styrian Hurricanes |  |

| 28 aprile 2013, ore 18:00 | AFC Rangers Mödling 2 | 0 – 9 (0-0 0-7 0-0 0-2) | Danube Dragons 2 |  |

#### 3ª giornata
| 11 maggio 2013, ore 14:00 | Danube Dragons 2 | 28 – 6 (13-0 8-6 7-0 0-0) | Weinviertel Spartans | (50 spett.) |

| 11 maggio 2013, ore 15:30 | Fürstenfeld Raptors | 52 – 0 | Styrian Hurricanes |  |

| 12 maggio 2013, ore 14:00 | Vienna Warlords | 42 – 0 | AFC Rangers Mödling 2 |  |

| 12 maggio 2013, ore 15:00 | Telfs Patriots | 21 – 24 | Gmunden Rams |  |

| 12 maggio 2013, ore 15:00 | Pinzgau Devils | 9 – 28 | Graz Giants 2 |  |

| 12 maggio 2013, ore 15:00 | Carnuntum Legionaries | 0 – 4 (0-2 0-0 0-0 0-2) | Vienna Knights 2 |  |

#### 4ª giornata
| 19 maggio 2013, ore 15:00 | Gmunden Rams | 14 – 13 (0-7 14-0 0-0 0-6) | Pinzgau Devils |  |

| 19 maggio 2013, ore 15:00 | Vienna Knights 2 | 7 – 14 (0-0 7-7 0-0 0-7) | Vienna Warlords |  |

| 19 maggio 2013, ore 15:00 | AFC Rangers Mödling 2 | 16 – 13 (14-0 2-0 0-0 0-13) | Carnuntum Legionaries |  |

| 19 maggio 2013, ore 15:00 | Graz Giants 2 | 35 – 6 (15-0 20-0 0-0 0-6) | Telfs Patriots |  |

| 19 maggio 2013, ore 15:00 | Weinviertel Spartans | 13 – 41 (0-16 0-5 7-7 6-13) | Danube Dragons 2 |  |

| 20 maggio 2013, ore 15:00 | Styrian Hurricanes | 0 – 40 (0-26 0-7 0-7 0-0) | Fürstenfeld Raptors |  |

#### 5ª giornata
| 25 maggio 2013, ore 14:00 | Vienna Warlords | 31 – 0 (19-0 3-0 3-0 6-0) | Carnuntum Legionaries |  |

| 25 maggio 2013, ore 18:00 | Vienna Knights 2 | 12 – 13 (6-0 0-6 0-7 6-0) | Danube Dragons 2 |  |

| 26 maggio 2013, ore 15:00 | AFC Rangers Mödling 2 | 33 – 7 | Weinviertel Spartans |  |

| 26 maggio 2013, ore 15:00 | Gmunden Rams | 13 – 56 | Fürstenfeld Raptors |  |

| 26 maggio 2013, ore 15:00 | Pinzgau Devils | 13 – 18 | Telfs Patriots |  |

| 26 maggio 2013, ore 15:00 | Graz Giants 2 | 38 – 0 | Styrian Hurricanes |  |

#### 6ª giornata
| 8 giugno 2013, ore 15:00 | Carnuntum Legionaries | 0 – 42 (0-14 0-14 0-7 0-7) | Vienna Warlords |  |

| 8 giugno 2013, ore 16:30 | Fürstenfeld Raptors | 34 – 14 (7-0 6-0 14-0 7-14) | Graz Giants 2 |  |

| 9 giugno 2013, ore 15:00 | Styrian Hurricanes | 23 – 41 (0-7 10-7 13-7 0-20) | Gmunden Rams |  |

| 9 giugno 2013, ore 16:00 | Telfs Patriots | 10 – 6 (0-6 7-0 0-0 3-0) | Pinzgau Devils |  |

| 9 giugno 2013, ore 16:00 | Weinviertel Spartans | 13 – 18 (7-8 6-10 0-0 0-0) | Vienna Knights 2 |  |

| 9 giugno 2013, ore 18:00 | Danube Dragons 2 | 3 – 0 (0-0 0-0 3-0 0-0) | AFC Rangers Mödling 2 |  |

### Classifica
La classifica della regular season è la seguente:
- PCT = percentuale di vittorie, G = partite giocate, V = partite vinte,  P = partite perse, PF = punti fatti, PS = punti subiti

#### Conference A/B
| Pos. | Squadra               | PCT   | G | V | N | P | PF  | PS  |
| ---- | --------------------- | ----- | - | - | - | - | --- | --- |
| 1    | Vienna Warlords       | 1.000 | 6 | 6 | 0 | 0 | 159 | 20  |
| 2    | Danube Dragons 2      | .833  | 6 | 5 | 0 | 1 | 101 | 52  |
| 3    | Vienna Knights 2      | .500  | 6 | 3 | 0 | 3 | 73  | 59  |
| 4    | AFC Rangers Mödling 2 | .500  | 6 | 3 | 0 | 3 | 93  | 81  |
| 5    | Carnuntum Legionaries | .167  | 6 | 1 | 0 | 5 | 55  | 133 |
| 6    | Weinviertel Spartans  | .000  | 6 | 0 | 0 | 6 | 60  | 196 |

#### Conference C/D
| Pos. | Squadra             | PCT   | G | V | N | P | PF  | PS  |
| ---- | ------------------- | ----- | - | - | - | - | --- | --- |
| 1    | Fürstenfeld Raptors | 1.000 | 6 | 6 | 0 | 0 | 273 | 48  |
| 2    | Graz Giants 2       | .667  | 6 | 4 | 0 | 2 | 166 | 108 |
| 3    | Gmunden Rams        | .667  | 6 | 4 | 0 | 2 | 141 | 143 |
| 4    | Telfs Patriots      | .500  | 6 | 3 | 0 | 3 | 70  | 116 |
| 5    | Pinzgau Devils      | .167  | 6 | 1 | 0 | 5 | 64  | 130 |
| 6    | Styrian Hurricanes  | .000  | 6 | 0 | 0 | 6 | 40  | 209 |

## Playoff

### Tabellone
|  | Semifinali | Semifinali          | Semifinali |                  |    | X Challenge Bowl | X Challenge Bowl | X Challenge Bowl |  |
|  |            |                     |            |                  |    |                  |                  |                  |  |
|  | 1A         | Vienna Warlords     | 46         |                  |    |                  |                  |                  |  |
|  | 1A         | Vienna Warlords     | 46         |                  |    |                  |                  |                  |  |
|  | 2B         | Graz Giants 2       | 20         |                  |    |                  |                  |                  |  |
|  | 2B         | Graz Giants 2       | 20         |                  | 1A | Vienna Warlords  | 15               |                  |  |
|  |            |                     |            |                  | 1A | Vienna Warlords  | 15               |                  |  |
|  |            |                     | 2A         | Danube Dragons 2 | 6  |                  |                  |                  |  |
|  | 1B         | Fürstenfeld Raptors | 2A         | Danube Dragons 2 | 6  | 19               |                  |                  |  |
|  | 1B         | Fürstenfeld Raptors |            |                  |    |                  |                  |                  |  |
|  | 2A         | Danube Dragons 2    | 20         |                  |    |                  |                  |                  |  |

### Semifinali
| 22 giugno 2013, ore 14:00 | Vienna Warlords | 46 – 20 (20-0 6-13 14-7 6-0) | Graz Giants 2 |  |

| 23 giugno 2013, ore 16:00 | Fürstenfeld Raptors | 19 – 20 (12-7 7-10 0-3 0-0) | Danube Dragons 2 | (400 spett.) |

### X Challenge Bowl
| 7 luglio 2013, ore 14:00 | Vienna Warlords | 15 – 6 (3-0 3-6 3-0 6-0) | Danube Dragons 2 | (450 spett.) |

## Verdetti
- Vienna Warlords Vincitori dell'Austrian Football Division 3 2013